# Шведський музей природознавства
Шведський музей природознавства (швед. Naturhistoriska riksmuseet) — розташований у Стокгольмі, один із двох найбільших музеїв природознавства у Швеції, інший розташований у Гетеборзі.
Музей було засновано у 1819 році Шведською королівською академією наук. Музей було відокремлено від Академії у 1965 році.
Одним з відомих хранителів колекцій музею був Андерс Спарман, студент Карла Ліннея та член експедицій капітана Джеймса Кука. Ще одне важливе ім'я в історії музею — зоолог, палеонтолог та археолог Свен Нільссон, який впорядкував раніше неорганізовані зоологічні колекції.
Сучасна будівля музею була спроєктована архітектором Акселем Андербергом та завершена у 1916 році. У 2014 році це була найбільша будівля музею у Швеції. Головний кампус Стокгольмського університету згодом був побудований поряд з музеєм
У фондах музею міститься більш ніж 10 мільйонів препаратів тварин, рослин, грибів, скам'янілостей та мінералів. Штат музею нараховує близько 60 наукових співробітників (у тому числі 12 професорів) та 300 запрошених дослідників щороку. Щорічно колекції музею поповнюються приблизно на 10 000 одиниць зберігання.
У музеї є IMAX-кінотеатр Cosmonova. Цей кінотеатр є найбільшим планетарієм у Швеції.